# WinBase602
WinBase602 je síťový relační databázový systém architektury klient–server od pražských Software602, určený pro prostředí MS Windows. Premiéru měl v prvé třetině devadesátých let. Nástupcem se stal 602SQL Server stejného výrobce.
Winbáze obsahuje multiplatformní SQL server a umožňuje tvorbu aplikací i skriptů; nechybí podpora více uživatelů, OLE, ODBC, nestandardních záznamů (obraz, zvuk), logické integrity dat, multiatributů, knihovny C či CSWin602.